# Austrosystasis
Austrosystasis is een geslacht van vliesvleugeligen uit de familie Pteromalidae. De wetenschappelijke naam van dit geslacht is voor het eerst geldig gepubliceerd in 1924 door Girault.

## Soorten
Het geslacht Austrosystasis is monotypisch en omvat slechts de volgende soort:
- Austrosystasis atricorpus Girault, 1924